# Per Andrén
Per Johan Åke Andrén, född 5 september 1961 i Solna församling, är en svensk barnskådespelare, som gjorde Karl-Bertil Jonssons röst, och numera är verksam som reklamman. Han är brorson till zoologen Anders Bjärvall och kusin med journalisten Katarina Bjärvall.
Per Andrén gav röst åt huvudpersonen i den tecknade filmen Sagan om Karl-Bertil Jonssons julafton från 1975 och som sedan dess visats varje julafton på SVT. Han var 13 år när han gjorde sin insats. Han fick rollen för att hans faster arbetade på Sveriges Radio som producent av barnprogrammet Klotet tillsammans med Tage Danielsson.
Han startade 1995 AAD, Andrén Art Direction efter att då fått Sveriges Reklamförbunds uppdrag att göra Guldäggsboken.